# Vikingur Reykjavik (handball)
La section handball du Vikingur Reykjavik est un club de handball basé à Reykjavik en Islande.

## Palmarès
Section masculine
- Championnat d'Islande (7) : 1975, 1980, 1981, 1982, 1983, 1986, 1987
- Coupe d'Islande (6) : 1978, 1979, 1983, 1984, 1985, 1986

Section féminine
- Championnat d'Islande (3) : 1992, 1993, 1994
- Coupe d'Islande (?) : ?

## Personnalités liées au club
- Guðmundur Guðmundsson : joueur de 1967 à 1992 et entraîneur de 1989 à 1992